# Ballymahon
Ballymahon (in irlandese: Baile Uí Mhatháin che significa "città di Mahon") è una cittadina nella contea di Longford, in Irlanda.